# خالد عبد الغني سليماني
خالد بن عبدالغني سليماني هو رجل أعمال سعودي ومستثمر ومؤلف والرئيس التنفيذي لمجموعة سيسكو القابضة.

## التعليم
حصل سليماني على درجة الماجستير في الهندسة الكهربائية والحاسوب من جامعة كولورادو بولدر عام 1992. وأكمل دراسات عليا في علوم وهندسة الكمبيوتر من نفس الجامعة. كما حصل على شهادة التعليم التنفيذي من كلية هارفارد للأعمال.

## المسيرة المهنية
خلال الفترة من 1998 إلى 2003، كان سليماني أستاذاً في كلية الهندسة بجامعة الملك عبد العزيز حيث قام بتدريس دورات هندسة الكمبيوتر للطلاب.
تقلد سليماني العديد من المناصب التنفيذية منها منصب الرئيس التنفيذي لشركة القنطرة، وعضوية مجلس الإدارة بشركة تمكن للتوظيف بالإضافة لكونه الشريك المؤسس، وعضو مجلس إدارة شركة غرف المعلومات الافتراضية، وشركة بيس تك. وأحد الشركاء المؤسسين في شركة الاستشارات الاستثمارية كروم المشورة (Chrome Advisory). كما عمل سليماني مستشارا لدى وزارة العمل للمنشآت المتوسطة والصغيرة، وعضو مجلس إدارة جمعية اكتفاء الخيرية ورئيس للجنة الاستثمار.
بين عامي 2014 و2017 أسس صندوق من صناديق شركة الخبير المالية وهو أول صندوق مرخص من هيئة السوق المالية لرأس المال الجريء وأعاد هيكلة وتقلد منصب الرئيس التنفيذي شبكة سرب للمستثمرين الأفراد والتي يمولها برنامج بادر لحاضنات ومسرعات التقنية. تقلد فيما بعد منصب الرئيس التنفيذي ورئيس لجنة الاستثمار في شركة وادي مكة للاستثمار، وعضو مجلس إدارة شركة واد مكة القابضة.
في عام 2022، تقلد سليماني منصب الرئيس التنفيذي لمجموعة سيسكو القابضة.

## المؤلفات
- 84 نصيحة للبدء بمشروع ناجح.[12][4]